# Erigone ephala
Erigone ephala là một loài nhện trong họ Linyphiidae.
Loài này thuộc chi Erigone. Erigone ephala được Crosby & Bishop miêu tả năm 1928.